# Groenmolen (Alken)
De Groenmolen is een watermolen op de Herk, gelegen aan Meerdegatstraat 155 te Alken.
Deze onderslagmolen fungeerde als korenmolen.
Reeds op de Ferrariskaarten (1771-1777) was sprake van een watermolen op deze plaats. De oorspronkelijke vakwerkbouw werd in 1943 vervangen door een bakstenen gebouw, dat witgeschilderd is. In 1945 werd het houten rad vervangen door een metalen rad, dat afkomstig was van de Mombeekmolen.
In 1970 werd het watermolenbedrijf gestaakt, maar de molen is nog steeds maalvaardig. In 2005 werden er herstelwerkzaamheden uitgevoerd.
De molen ligt tegenwoordig nabij het industriegebied Kolmen.
- Inventaris van het Bouwkundig Erfgoed (Vlaanderen): 31693

Dorpen: Sint-Joris · Terkoest · Alken-centrum 

Gehuchten: Blekkenberg · Buls · Hemelsveld · Hulzen · Nachtegaal · Paradijs · Plein · Rozenkrans · Stationsbuurt · Ter Linden · Waterkant · Wolfke · Zwarte Winning

Waterlopen: Herk · Mombeek · Simsebeek · Kozenbeek

Watermolens: Nieuwmolen · Herckermolen · Groenmolen · Dorpsmolen · Gustingenmolen

Stations: Station Alken · Station Hendrikstraat (voormalig)

Belgische gemeenten · Arrondissement Tongeren · Limburg · Vlaanderen